# ASMEX
L’ASMEX (Association Marocaine des Exportateurs, en arabe:  الجمعية  المغربية للمصدرين)  est une association professionnelle marocaine créée par des capitaines de l'industrie en 1982. ASMEX représente le secteur de l'export et regroupe toutes les associations, fédérations sectorielles régionales et nationales. 

## Mission
ASMEX a pour objectif de représenter et défendre le secteur de l'export marocain, dont en renforçant la compétitivité des entreprises exportatrices. 
ASMEX œuvre en faveur de leur développement à travers un accompagnement à l’échelle nationale, régionale et internationale. Elle est présidée par Hassan Sentissi El Idrissi.
L'ASMEX s'est doté d'un comité juridique qui était en 2020 présidé par l'avocate Kawtar Raji-Briand, une ancienne du Cabinet Lefebvre-Pelletier (LPA) qui a rejoint  ASAFO & CO. un cabinet d'avocat d'affaires dirigé par Pascal Agboybor et présent Abidjan, Casablanca, Johannesburg, Mombasa et Nairobi mais aussi à Paris, Londres et Washington, cabinet que son collègue Alain Gauvin (également un ancien de LPA) présente comme « panafricain ».